# Canales de la Sierra
Pour les articles homonymes, voir Canales (homonymie).
Canales de la Sierra est une commune de la communauté autonome de La Rioja, en Espagne.

## Démographie
| 1900 | 1910 | 1920 | 1930 | 1940 | 1950 | 1960 | 1970 | 1981 |
| ---- | ---- | ---- | ---- | ---- | ---- | ---- | ---- | ---- |
| 802  | 678  | 578  | 531  | 520  | 504  | 425  | 249  | 89   |

| 1991 | 2001 | 2011 | - | - | - | - | - | - |
| ---- | ---- | ---- | - | - | - | - | - | - |
| 63   | 87   | 88   | - | - | - | - | - | - |

## Administration

### Conseil municipal
La ville de Canales de la Sierra comptait 91 habitants aux élections municipales du 26 mai 2019. Son conseil municipal (en espagnol : Pleno del Ayuntamiento) se compose donc de 3 élus.
| Parti | Parti                                    | Voix | %       | Élus  |
| ----- | ---------------------------------------- | ---- | ------- | ----- |
|       | Parti socialiste ouvrier espagnol (PSOE) | 44   | 73,33 % | 2 / 3 |
|       | Parti populaire (PP)                     | 16   | 26,67 % | 1 / 3 |

### Liste des maires
| Mandat    | Maire | Maire                             | Parti        |
| --------- | ----- | --------------------------------- | ------------ |
| 1979-1983 |       | José Luis Vicario Benito de Valle | Indépendants |
| 1983-1987 |       | V. García Sanz                    | PSOE         |
| 1987-1991 |       | Ángel García Ibáñez               | AP           |
| 1991-1995 |       | Manuel Vicente Vicario            | PSOE         |
| 1995-1999 |       | José Luis Vicario Benito de Valle | PSOE         |
| 1999-2003 |       | José Luis Vicario Benito de Valle | PSOE         |
| 2003-2007 |       | José Luis Vicario Benito de Valle | PSOE         |
| 2007-2011 |       | José Luis Vicario Benito de Valle | PSOE         |
| 2011-2015 |       | José Luis Vicario Benito de Valle | PSOE         |
| 2015-2019 |       | José Luis Vicario Benito de Valle | PSOE         |
| 2019-2023 |       | José Luis Vicario Benito de Valle | PSOE         |